# Петросян, Аревик Гамлетовна
Ареви́к Гамлето́вна Петрося́н (арм. Արեւիկ Պետրոսյան, 9 декабря 1972 — Ленинакан) — армянский государственный и политический деятель.
- 1979—1989 — Ленинаканская средняя школа № 1.
- 1989—1994 — Ереванский государственный университет. юрист.
- 1994—1997 — аспирантура Ереванского государственного университета. Защитила кандидатскую диссертацию на тему «Правовое государство: общая характеристика, принципы организации и направления деятельности». Кандидат юридических наук. Доцент (2003).
- 1994—1999 — работала в аппарате президента Армении.
- 1999—2002 — заместитель министра юстиции Армении. Имеет классное звание государственного советника юстиции третьего класса.
- 2002 — указом президента Армении назначена на должность заместителя председателя совета гражданской службы на 5-летний срок, а 15 января 2007 — на 6-летний. Автор трех трудов и более десяти научных статей.
- 12 мая 2007 — избран депутатом парламента. Член партии «Процветающая Армения».
- 7 июня 2007 — избрана председателем постоянной комиссии по защите прав человека и общественным вопросам Армении.
- 12 ноября 2007 — избрана вице-спикером парламента Армении.
- 8 декабря 2010 года указом Президента назначена членом Конституционного суда Армении.